# Trini Kwan
Trini Kwan là một nhân vật hư cấu trong Power Rangers, xuất hiện lần đầu ở loạt phim gốc Mighty Morphin Power Rangers với tên gọi Yellow Ranger. Cô được khắc họa bởi nữ diễn viên người Mỹ gốc Việt Thuy Trang.
Ban đầu, nữ diễn viên Audri Dubois thể hiện nhân vật trong tập phim thí điểm của loạt phim, nhưng khi phim phát sóng trên truyền hình, một tập thí điểm nữa đã được quay, và lần này do Thuy Trang thủ vai. Vào năm 2017, Trini xuất hiện trong tác phẩm điện ảnh làm mới lại thương hiệu Power Rangers, do ca sĩ người Mỹ gốc México Becky G thủ vai.